# Rigaer Straße
Die Rigaer Straße ist eine Straße im Berliner Ortsteil Friedrichshain des Bezirks Friedrichshain-Kreuzberg. Benannt ist die Straße nach der Stadt Riga, der Hauptstadt Lettlands. Sie reicht vom Bersarinplatz im Westen bis zum S-Bahnhof Frankfurter Allee, wobei sie die Liebigstraße, die Zellestraße, die Proskauer Straße, die Silvio-Meier-Straße (vormals: Gabelsbergerstraße), die Samariterstraße, die Voigtstraße, die Waldeyerstraße, die Pettenkoferstraße und den Schleidenplatz kreuzt.

## Geschichte
Die Benennung der Straße erfolgte am 24. Juni 1893. Dabei war der westlichste Teil auf den Stadtkarten von 1890 und 1893 als Eckartsbergstraße verzeichnet, nach 1893 muss dieser Teil in die Rigaer Straße einbezogen worden sein. Vor der Benennung war sie als Straße Nr. 58 und 58a in der Abteilung XIII des Bebauungsplans verzeichnet.
Am 24. Oktober 2009 fand in der Rigaer Straße eine versuchte Auto-Brandstiftung statt. Bei den Ermittlungen wurden im Rahmen einer Funkzellenabfrage sämtliche Verkehrsdaten von 13 umliegenden Mobilfunkzellen abgefragt, was nach Bekanntwerden im Jahr 2012 für innenpolitische Kontroversen sorgte. Am 13. Januar 2016 kam es zu einem vielbeachteten Polizeieinsatz, der sich hauptsächlich gegen das linke Wohnprojekt Rigaer Straße 94 richtete und kontrovers diskutiert wurde.
Ende 2015 erklärte die Polizei die Rigaer Straße und angrenzende Gebiete auf Grund der Häufung politisch motivierter Straftaten zu einem „kriminalitätsbelasteten Ort“ nach dem Allgemeinen Sicherheits- und Ordnungsgesetz (ASOG), zeigte verstärkt Präsenz und führte verdachtsunabhängige Personenkontrollen durch. Zwischen Mitte Oktober 2015 und dem 27. Januar 2016 kontrollierte die Polizei 1500 Personen.

## Besonderheiten

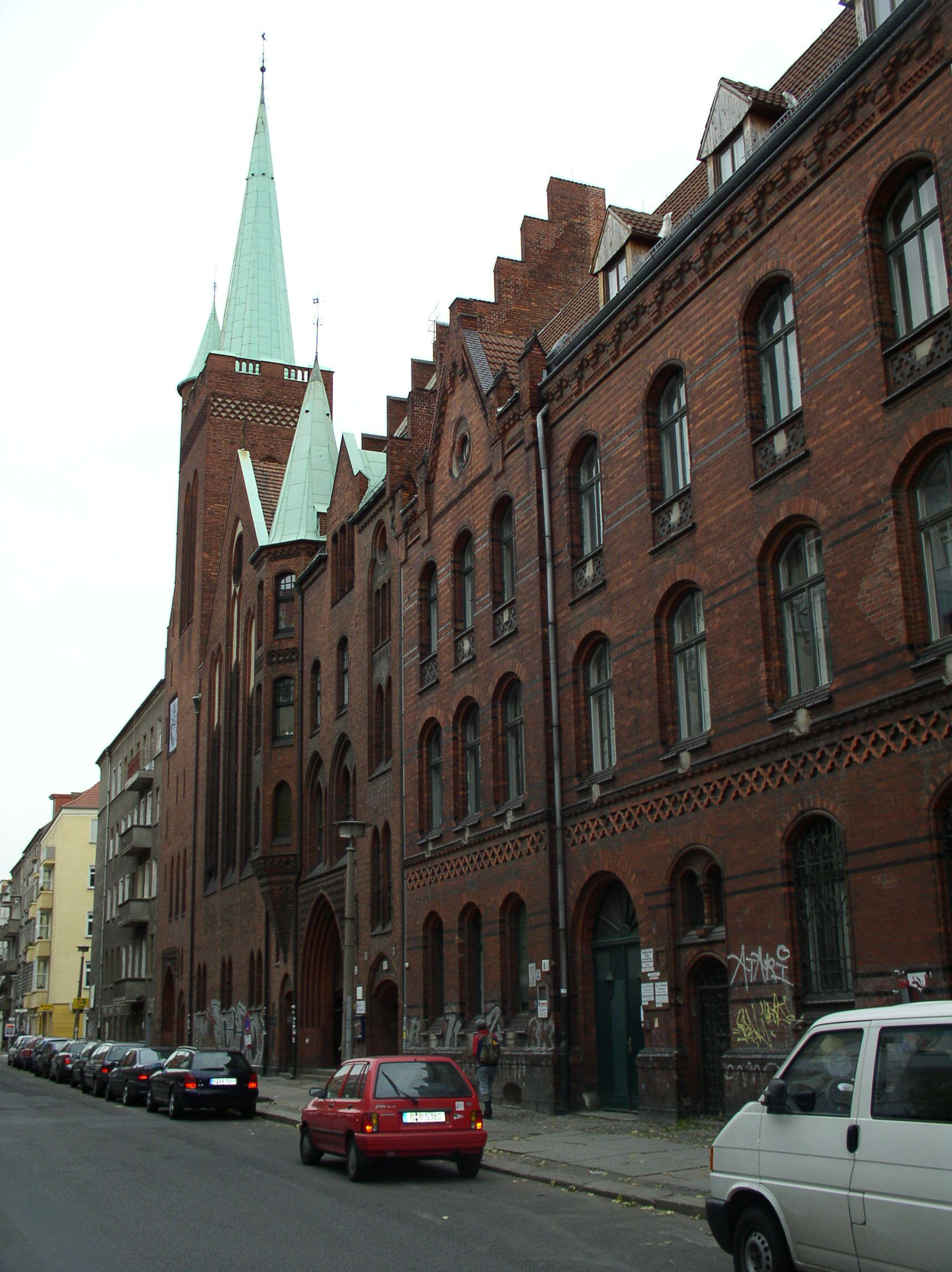
Galiläakirche und ehemalige Liebig-Realschule

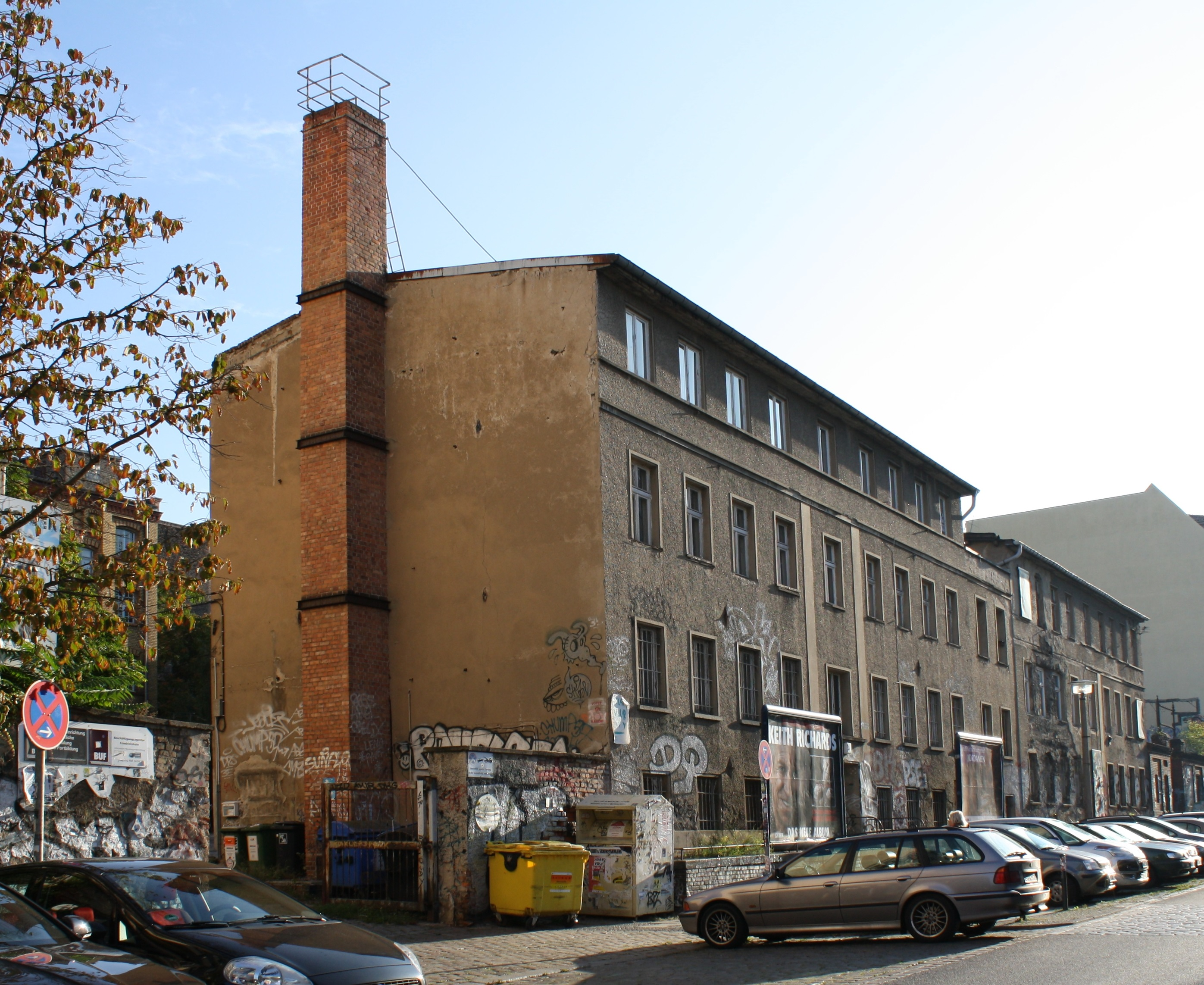
Eckertsche Arbeiterwohnhäuser

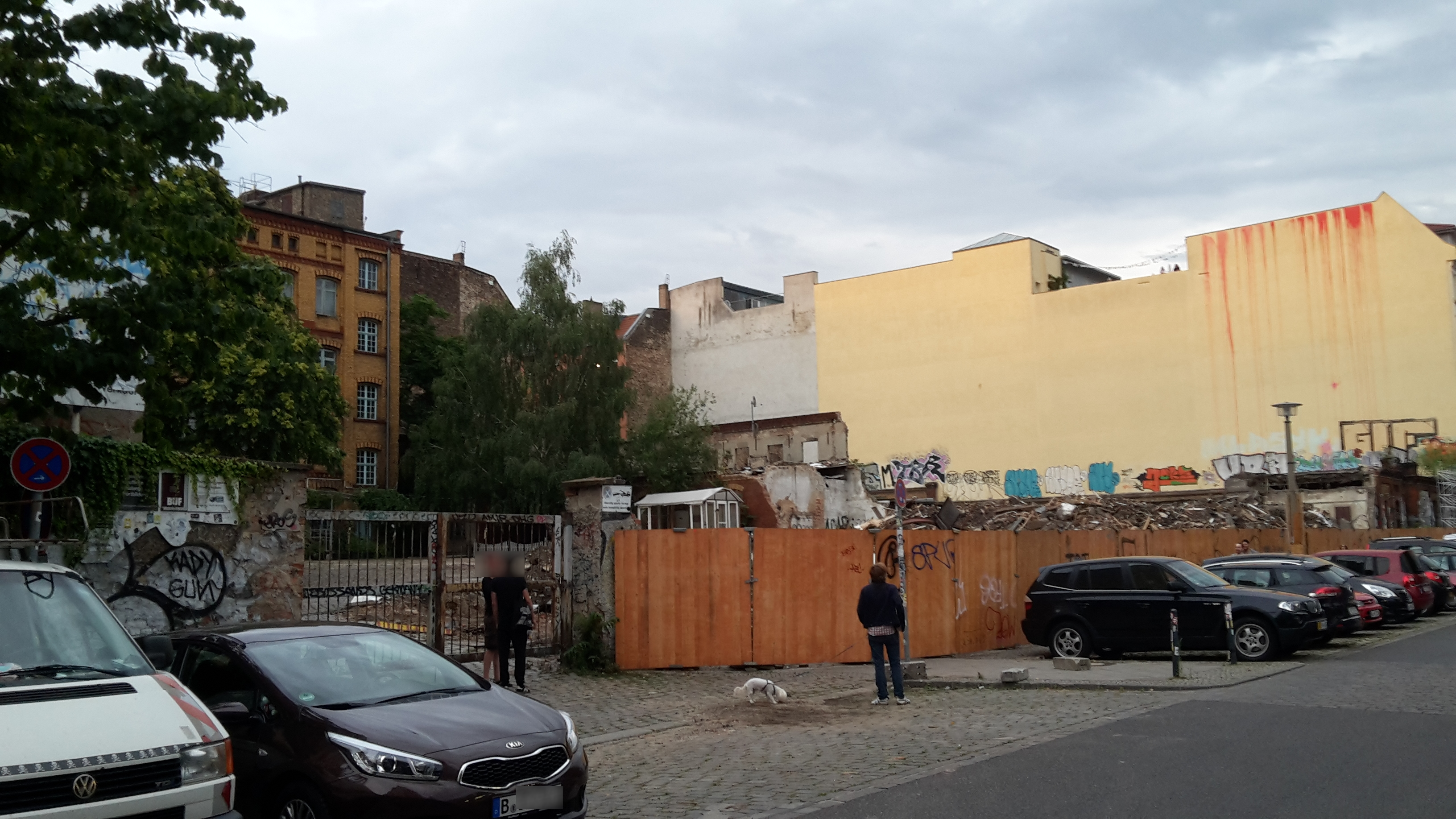
Rigaer Straße 70–73, das Grundstück, auf dem ehemals die Eckertschen Arbeiterwohnhäuser standen, nach dem Abriss im Juli 2016

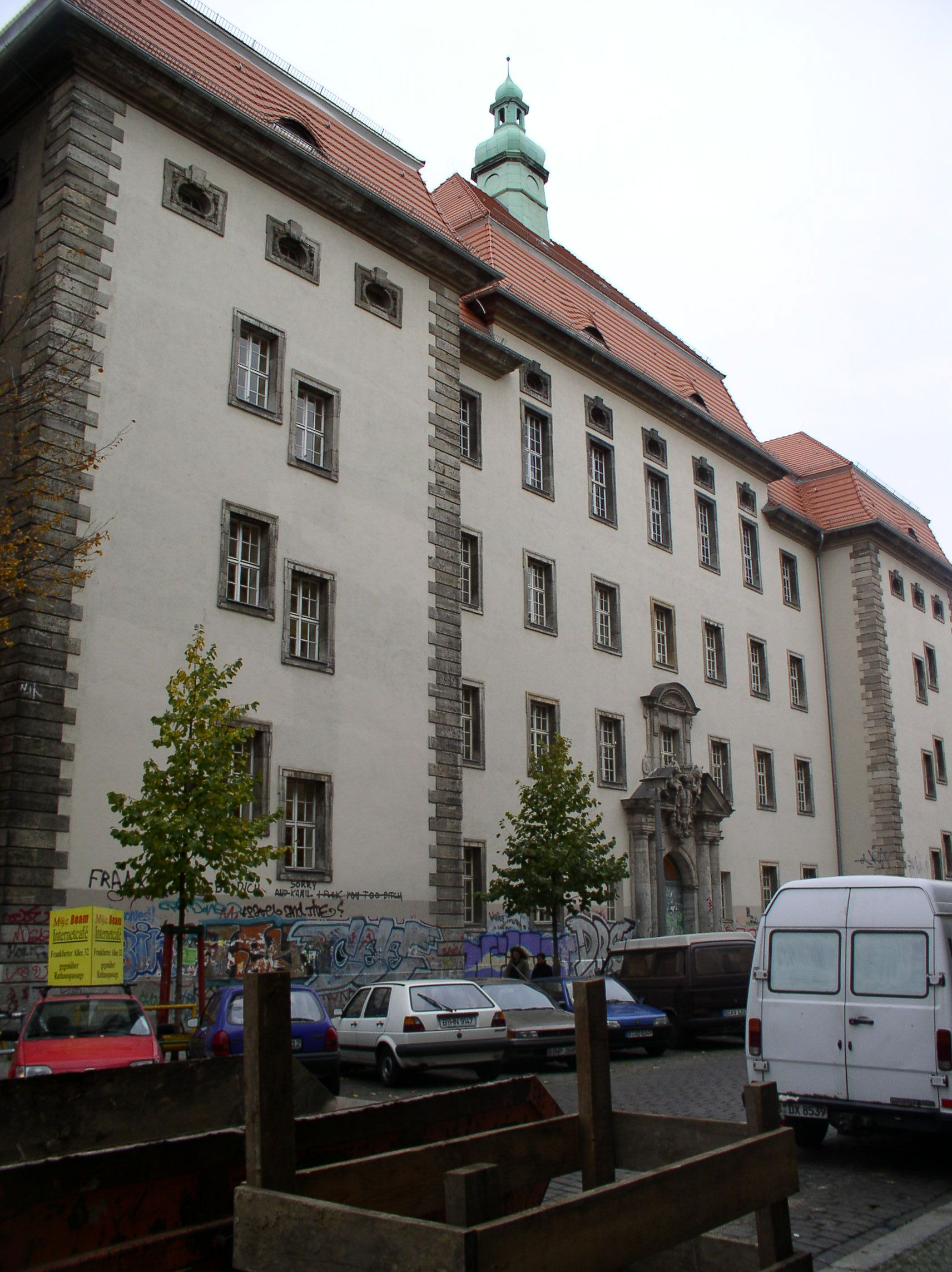
Heinrich-Hertz-Oberschule

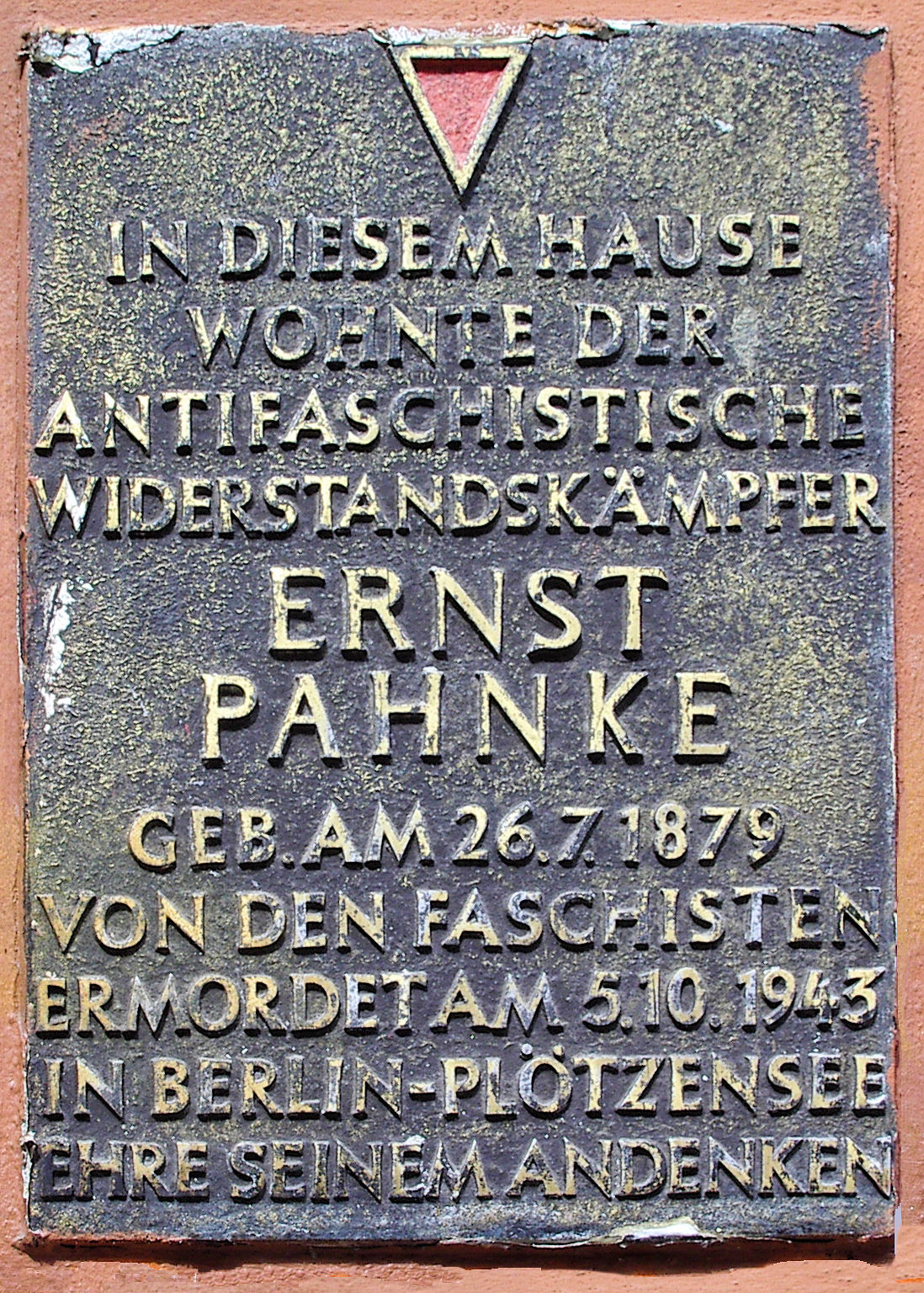
Gedenktafel für Ernst Pahnke in der Rigaer Straße 94

In der Rigaer Straße stehen mehrere Gebäude unter Denkmalschutz. Dabei handelt es sich um die ehemalige Liebig-Realschule (Nr. 8), die heute als Ärztehaus genutzt wird, die Galiläakirche (Nr. 9/10) sowie die Heinrich-Hertz-Oberschule (Nr. 81/82). Die Eckertschen Arbeiterwohnhäuser (Nr. 72/73) waren von 2014 bis zu ihrem Abriss 2016 denkmalgeschützt. Gedenktafeln erinnern an die Widerstandskämpfer gegen den Nationalsozialismus Fritz Riedel (Nr. 64) und Ernst Pahnke (Nr. 94), außerdem bewohnte der Schriftsteller Theodor Plievier um 1924 das Haus Nr. 68.
Heute stellt die Bebauung der Rigaer Straße ein Mosaik dar aus Altbauten und Neubauten, die in größere Baulücken gesetzt wurden. Überregional bekannt ist die Straße aufgrund der Hausbesetzerszene sowie mehrerer Räumungsversuche seitens der Berliner Polizei.

### Ehemalige Liebig-Realschule
Die ehemalige Liebig-Realschule in der Rigaer Straße 8 befindet sich in direkter Nachbarschaft der Galiläakirche und ist von dieser optisch nicht abgesetzt. Sie wurde 1898 erbaut und bestand aus einem geschlossenen dreigeschossigen Gebäude mit zwei Flügeln sowie einem Gebäude mit drei Flügeln im Innengelände des Häuserblocks. Dieses Innengebäude enthielt die Klassenräume sowie eine Turnhalle. Das Gebäude wurde im Stil der märkischen Backsteingotik gebaut und mit rotem Klinker besetzt. Dabei besitzt die Straßenfront einen Schmuckfries über dem Erdgeschoss. 1945 wurde das Innengebäude durch Bomben im Zweiten Weltkrieg vollständig zerstört.
Nach der Fertigstellung 1898 wurde die Schule durch die 12. Realschule bezogen, die später nach dem Chemiker Justus Liebig in Liebig-Realschule umbenannt wurde. 1941 zog die Handelsschule für Mädchen in das Gebäude ein, außerdem wurde es genutzt für das Königliche Standesamt und die städtische Steuerstelle. Während der DDR-Zeit war eine Jugendzahnklinik im Gebäude untergebracht, heute wird es als Ärztehaus an verschiedene Arztpraxen vermietet.

### Galiläakirche
Die Galiläakirche ist ein evangelischer Kirchbau, der 1909–1910 nach einem Entwurf der Architekten Georg Dinklage und Ernst Paulus errichtet wurde. Er fügt sich in die Häuserfront der Rigaer Straße ein. Die Galiläakirche beherbergt heute das Jugendwiderstandsmuseum der Hedwig-Wachenheim-Gesellschaft.

### Eckertsche Arbeiterwohnhäuser
Die ältesten bis Juni 2016 erhaltenen Gebäude des Samariterviertels wurden vom Landmaschinenfabrikanten Heinrich Ferdinand Eckert für die Arbeiter seiner Ziegelei (Eckertsche Mühle) in Auftrag gegeben und 1875/1876 errichtet. Sie waren aus Schlackebeton gebaut. Von ursprünglich vier Häusern standen bis dato noch zwei, die 1887/1888 durch einen Zwischenbau verbunden worden waren. Der so entstandene Bau an der Straße war das Büro- und repräsentative Ausstellungsgebäude der Möbelfabrik Robert Seelisch, die auf dem Grundstück Rigaer Straße 71–73 in den Jahren 1885–1894 entstanden war. Das Bauensemble bestand bis 2016 als Gewerbehof Rigaer Straße 71–73.
Die Eckertschen Häuser wurden im Juli 2016 abgerissen, um dem Neubau-Projekt Carré Sama-Riga Platz zu schaffen.

### Schule Rigaer Straße 81–82 (Heinrich-Hertz-Gymnasium)
Das Schulgebäude wurde 1901/1902 nach Entwürfen des Berliner Stadtbaurates Ludwig Hoffmann gebaut. Der verputzte Bau hat drei Flügel, die über überdachte Mauern und Hofzugänge verbunden sind. Im linken Gebäude befand sich das Lehrerwohnhaus, im rechten eine Turnhalle sowie eine Lesehalle. Der Mittelteil ist von der Straßenfront leicht zurückgesetzt und enthält den in Doppelsäulen eingebetteten Portalbereich mit einer Giebelverdachung über der in einem Ornament von Otto Lessing zwei Bären dargestellt werden, die ein Wappen tragen. Auf dem Mittelbau befindet sich außerdem ein kleiner Dachturm. 1985 erfolgten umfangreiche Um- und Anbauten sowie eine Erneuerung der Gebäudefront.
Nach der Fertigstellung wurde die Schule als Gemeindedoppelschule zuerst von der als Knabenschule gegründeten 247. und der als Mädchenschule gegründeten 252. Gemeindeschule genutzt. Zu DDR-Zeiten war hier eine POS ansässig. Seit 1993 ist hier das Heinrich-Hertz-Gymnasium ansässig.

### Hausbesetzungen
Im Zuge der Hausbesetzer-Bewegung 1990/1991 wurden auch in der Rigaer Straße mehrere Häuser besetzt, in die linke Wohngemeinschaften einzogen. In einigen der besetzten Häuser wurden kollektiv betriebene Kneipen und Veranstaltungsräume eröffnet. 1992 wurden einige der Hausbesetzungen durch den Abschluss von Mietverträgen legalisiert, andere wurden im Rahmen der Räumungswelle unter dem Innensenator Jörg Schönbohm nach dem Berliner ASOG 1997 geräumt. Überregionale Aufmerksamkeit erhielten die besetzten Häuser in der Rigaer Straße 84 und 94 im Zuge ihres Kampfes für den Erhalt der Projekte.